# (35143) 1992 UF1
1992 UF1 (asteroide 35143) é um asteroide da cintura principal. Possui uma excentricidade de 0.22050770 e uma inclinação de 8.07856º.
Este asteroide foi descoberto no dia 19 de outubro de 1992 por Masayuki Yanai e Kazuro Watanabe em Kitami.